# Салтосарайское
Салтосара́йское — пресноводное озеро в России, расположенное в Курганской области.

## География
Озеро расположено на границе Белозерского и Каргапольского муниципальных округов. Площадь поверхности — 23,4 км². Высота над уровнем моря — 141 м. Максимальная глубина превышает 3 метра. Дно озера илистое. Питание дождевое и снеговое.
Берега озера пологие, заболоченные. На востоке из озера вытекает река Курья (Мендеря). Населённые пункты на озере отсутствуют. Ближайшая деревня Рыбная расположена в 1 километре к северо-западу, на озере Могильном.

## Флора и фауна
Салтосарайское озеро богато рыбой, в нём обитают золотой карась, серебряный карась, также встречаются окунь, карп, лещ, щука и др. Озеро характеризуется высокой гнездовой численностью водоплавающих и околоводных видов птиц, за ним закреплён статус «ключевая орнитологическая территория». По берегам водоема имеются значительные заросли камыша.

## История
Озеро было названо по имени татарского хана Салтосарая (Салтысарека), брата основателя Сибирского ханства Тайбуги (Табуги). Спасаясь от Чингисхана, Салтосарай поселился на берегу большого озера и построил там крепость, названную Салтысарек-тура. Считалось, что сильнее этого укрепления нет во всей Сибири по той причине, что озеро дугой огибало крепость, оставив к воротам только узкий проход. Однако в 1563 году при хане Кучуме в ходе войны Салтосарайская крепость была разрушена.
В 1693 году беломестным казакам Усть-Миасской слободы Захару Сизикову с братом Екимом приказано было основать на краю Илецкого бора Салтосарайскую слободу и заселить ее крестьянами из Тобольского, Верхотурского и Туринского уездов. Наименование свое слобода получила от озера Салтосарайского, на берегу которого она первоначально располагалась. К середине XVIII в. (до 1755 года) слобода была перенесена на другое место, на 8 верст южнее первоначального, в местность, окруженную бором, на берег озера Шелковникова.